# Franz Zink (Politiker)
Franz Carl Zink (* 7. Mai 1867 in Ronneburg; † 21. Oktober 1937 in Berga/Elster) war ein deutscher Geschäftsführer und Politiker (SPD, USPD).

## Leben
Zink war der Sohn des Webers Robert Hermann Zink in Debschwitz und dessen Ehefrau Anna Lina geborene Nietzold. Er war evangelisch-lutherischer Konfession und heiratete am 1. August 1888 in erster Ehe in Gera die Fabrikarbeiterin Minna Gessinger (* 21. Februar 1866 in Hohenleuben; † 29. August 1927 in Gera), die Tochter des Webermeisters Christian Wilhelm Gessinger. Am 8. März 1930 heiratete er in Gera in zweiter Ehe die Konditorin Alma Ottilie Luft (* 20. Oktober 1894 in Berga; † 3. Juli 1986 ebenda).
Zink besuchte die Volksschule und machte dann eine Weberlehre. 1897 bis 1933 war er Geschäftsführer des Konsumvereins in Debschwitz. Daneben war er 1921 bis 1933 Mitglied des Generalrats des Zentralverbandes deutscher Konsumgenossenschaften.
1898 war er Gründungsmitglied des sozialdemokratischen Vereins für Debschwitz und der SPD. 1899 bis 1902 war er zweiter Vorsitzender, danach Vorsitzender der SPD Debschwitz. 1904 und 1909 nahm er an Reichsparteitagen teil. 1917 wechselte er zu USPD. 
Nach der Novemberrevolution wurde er zum 17. Februar 1919 für die USPD in den Landtag Reuß jüngerer Linie gewählt. Als Abgeordneter wurde er Mitglied des vereinigten Landtages des Volksstaates Reuß. Am 1. Mai 1920 schlossen sich der Volksstaat Reuß und sechs weitere thüringische Kleinstaaten zum Land Thüringen zusammen. Damit wandelte sich der Reußer Landtag in eine Gebietsvertretung. Auch dieser gehörte er an. Zum 31. März 1921 schied er aufgrund der Verkleinerung der Gebietsvertretung aus.
Vom 11. April 1919 bis zum 24. Oktober 1922 war er unbesoldeter Stadtrat in Gera, Vom 30. April 1924 bis 31. März 1925 gehörte er dem Stadtrat von Gera an.